# Parachute (joc video)
Parachute (sau Von Himmel durch die Hoelle) este un joc video lansat de Homevision pentru Atari 2600 în anul 1983. Jocul îl afișează pe participant în rolul unui parașutist care coboară din cer. Jocul a fost lansat inițiat în Belgia. Programul este cunoscut și sub numele de Sky Drive sau Skydiver.